# Entoloma sericeum
Entoloma sericeum (Pierre Bulliard, 1789 ex Lucien Quélet, 1872)  din încrengătura Basidiomycota,  în familia Entolomataceae și de genul Entoloma, a cărui nume poporal nu este cunoscut, este o specie de ciuperci otrăvitoare destul de frecventă și saprofită. Bureții trăiesc în România, Basarabia și Bucovina de Nord, de la câmpie la munte, preponderent în locuri ierboase și luminoase, pe pajiști și pășuni, dar și în parcuri, mai rar prin luminișurile de păduri mixte. Sunt de obicei asociați cu soluri bazice, calcaroase, moderat uscate. Timpul apariției este, adesea după o ploaie, din (iunie) iulie până în octombrie (noiembrie).

## Taxonomie

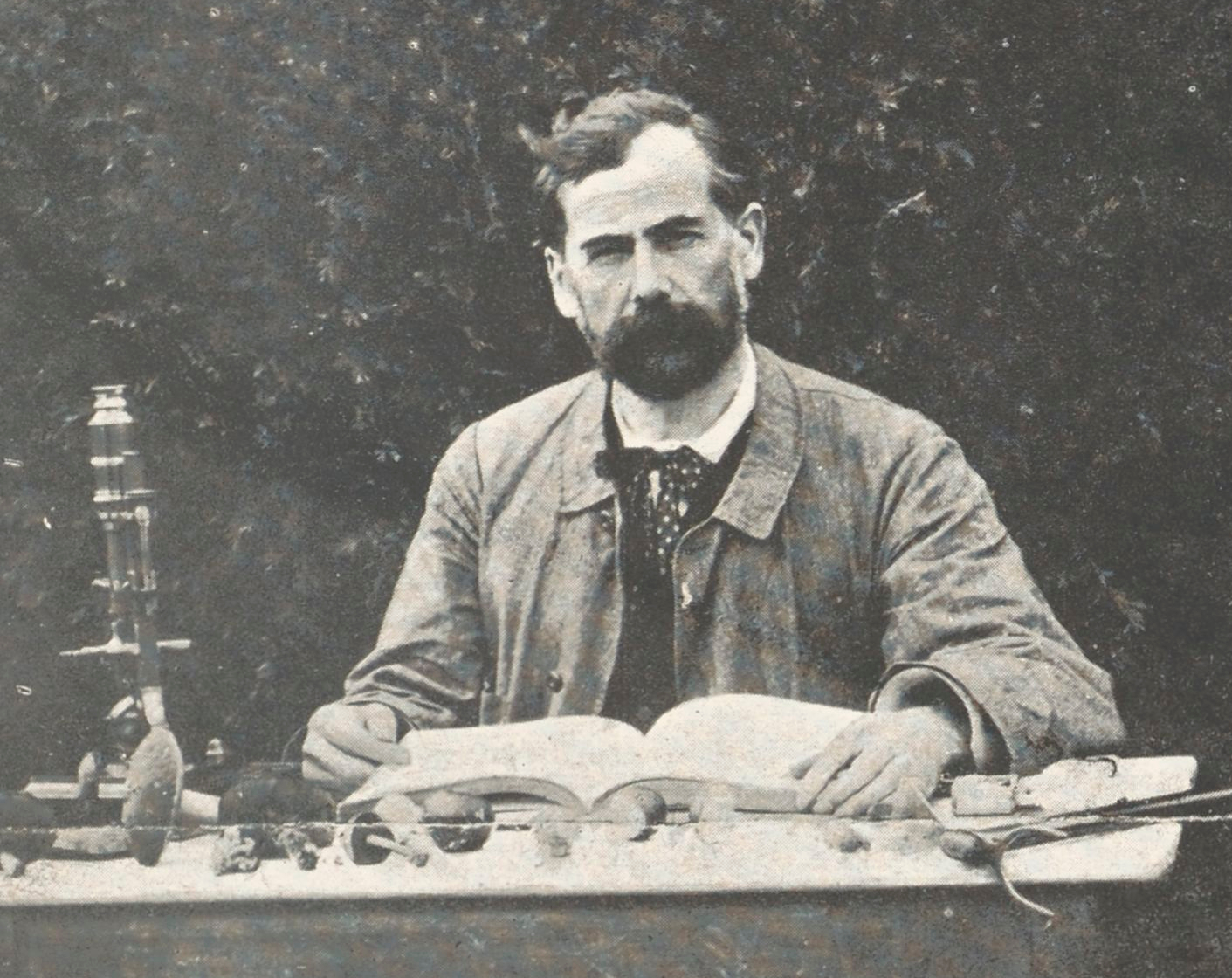
Lucien Quélet

Numele binomial este cel determinat de cunoscutul savant francez Pierre Bulliard publicat drept Agaricus sericeus în volumul 9 al marii sale opere Herbier de la France ou, Collection complette des plantes indigenes de ce royaume avec leurs propriétés, et leurs usages en medecine din 1789.
Apoi, în 1872, renumitul compatriot al lui Bulliard, Lucien Quélet, a transferat specia corect la genul Entoloma sub păstrarea epitetului, de verificat în volumul 5 al Mémoires de la Société d'Émulation de Montbéliard.
Toate celelalte încercări de redenumire (vezi și infocaseta) sunt acceptate sinonim, dar, cu excepția formelor precum variațiilor folosite uneori, nu se găsesc în cărți micologice și sunt astfel neglijabile.
Epitetul este derivat din cuvântul latin (latină sericatus=îmbrăcat în mătase, mătăsos), datorită aspectului ciupercii.

## Descriere

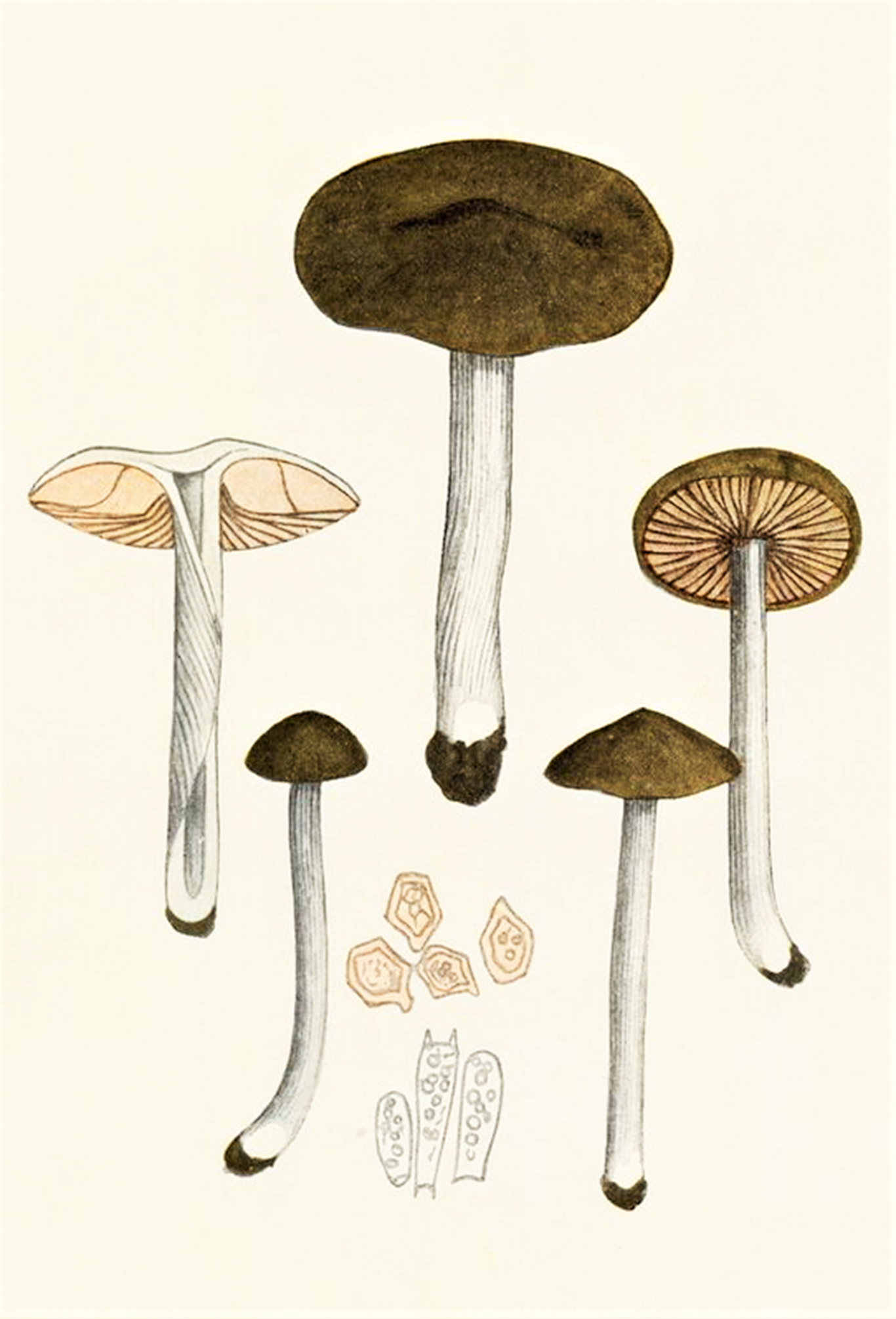
Bres.: Entoloma sericeum

- Pălăria: are un diametru de 2,5-5 (6) cm, este higrofană, pieloasă până cărnoasă slab hialină și fragilă, este mai întâi boltită, nu rar întins cocoșată, cu marginea pentru mult timp răsfrântă în jos, apoi aplatizată și în sfârșit chiar slab adâncită cu un gurgui mic central și marginea atunci neregulat ondulată. Cuticula netedă, uscată (la umezeală lucioasă), striată radial și licărind mătăsos, este de un colorit variabil care poate fi, gri-maroniu, brun ca tutunul sau brun închis, devenind cu avansarea în vârstă mereu mai deschis, la bătrânețe adesea gri-albui până gri-bej. În acest stadiu, ciuperca este mai slab striată cu un aspect mătăsos intensificat.
- Lamelele: mai întâi drepte, apoi arcuite spre picior și aderate de el sunt ceva îndepărtate, destul de subțiri și în vârstă sinuoase, bifurcate, cu lameluțe intercalate de lungimi diferite, coloritul fiind în tinerețe aproape alb, apoi gri-roz până roz murdar.
- Piciorul: fragil și fibros are o înălțime de 3-6cm și o grosime de 0,3-0,6cm, este mai mult sau mai puțin cilindric și tubular pe dinăuntru, cu coaja goală, roz-maronie până brun închisă și adesea fibros crestată gri-argintiu, coloritul fiind mereu mai închis la umezeală și la bază albicios-pâsloasă. Tija nu poartă un inel.
- Carnea: gri-albicioasă, este destul de subțire, fragilă, puțin apoasă și în picior fibroasă, având un miros după tăiere făinos care dispare repede precum un gust similar și blând.[3][4][5]
- Caracteristici microscopice: are spori izodiametrici ( de același diametru) cu o mărime de 8-10 x 7-8 microni, alungit rotunjori și pronunțat colțuroși (5-7 colțuri) cu una sau mai multe picături uleioase în interior. Pulberea lor este roz. Basidiile preponderent cu 4 sterigme fiecare cu fibule sunt clavate, măsurând 25-30 x 10-12 microni. Muchiile sunt fertile, cheilocistidele (elemente sterile situate pe muchia lamelor) lipsesc. Hifele cuticulei cu elemente mai lungi de 250µm au o pigmentație sporadic pătată intracelular care incrustează vărgat transversal grosolan. Catarame lipsesc. Caulocistidele (cistide situate la suprafața piciorului) de până la 5µm lățime sunt apical rotunjite până slab cuneiforme.[9][10]
- Reacții chimice: lamelele se colorează cu acid sulfuric închis brun-violaceu.[11][12]

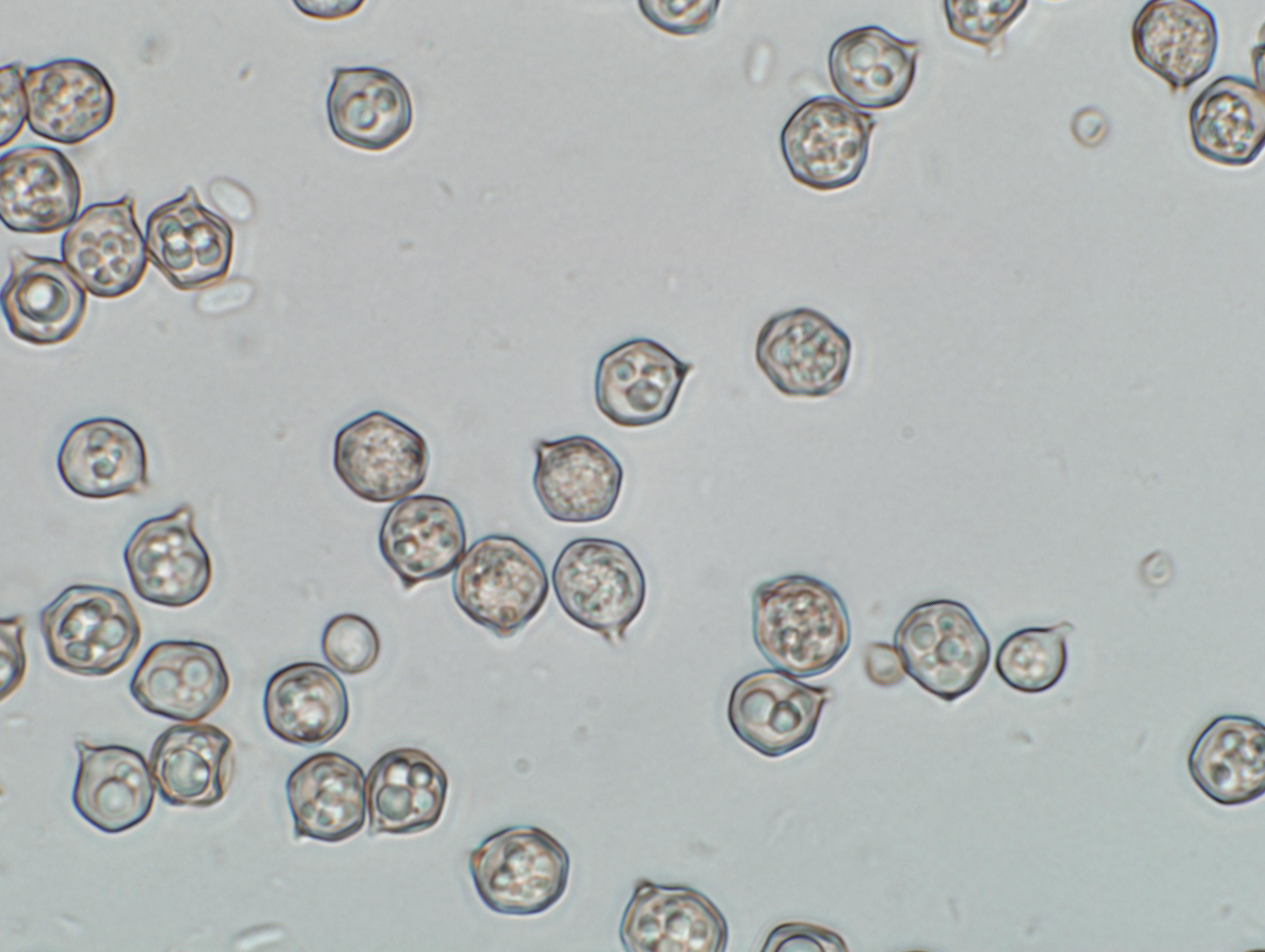
E. sericeum, spori
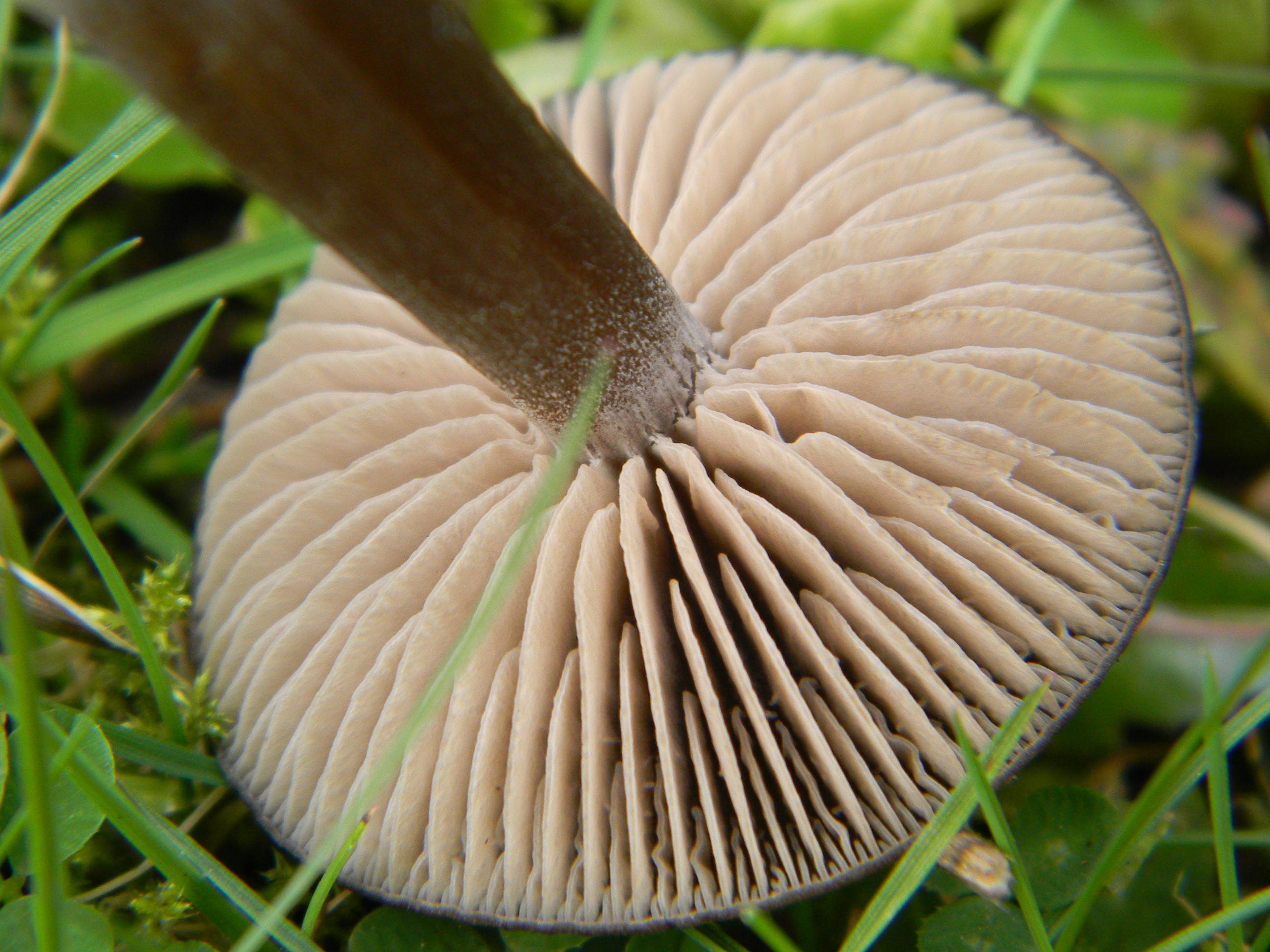
E. sericeum mai tânăr, lamele și picior
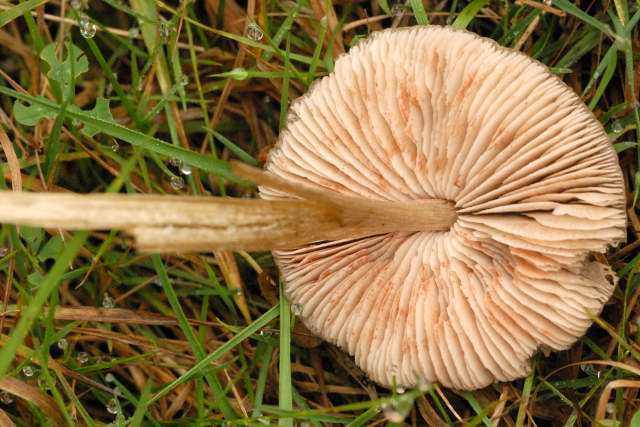
E. sericeum bătrân, lamele și picior
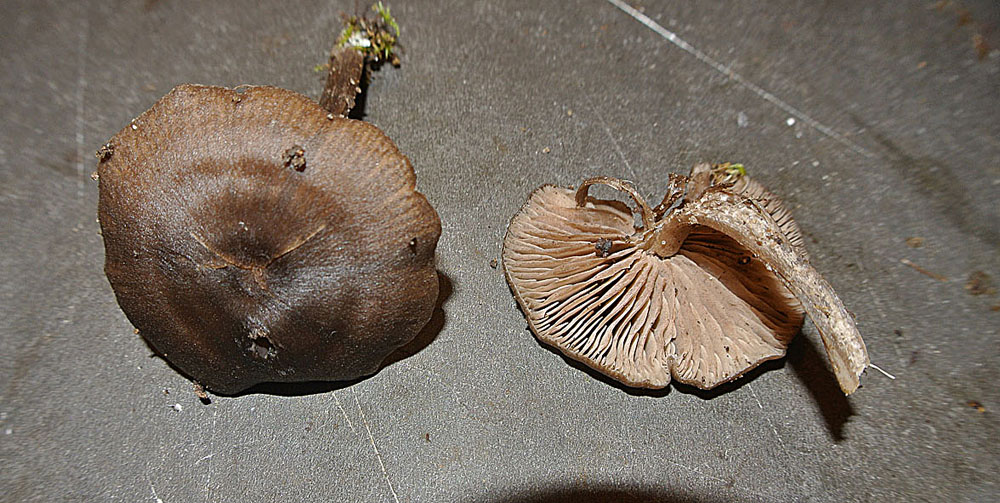
E. sericeum bătrâne
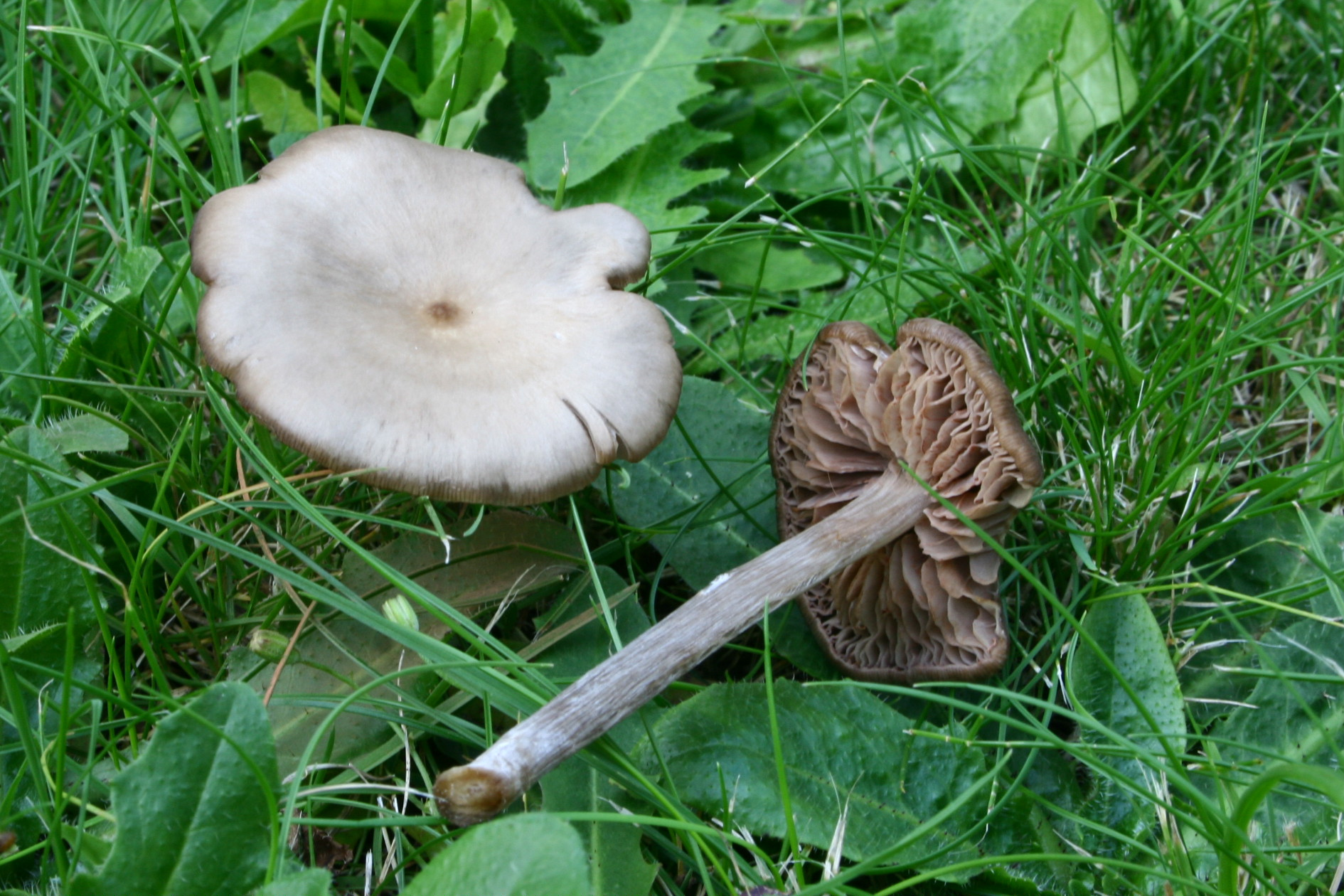
E. sericeum bătrâne, palide

## Confuzii
Ciuperca poate fi confundată cu alte specii ale genului, în majoritate ale subgenului Nolanea, cum sunt: Entoloma caesiocinctum (otrăvitor), + imagini, Entoloma cetratum (otrăvitor, Entoloma clypeatum (comestibil), Entoloma conferendum sin. Entoloma staurosporus (probabil toxic), Entoloma hebes (otrăvitor), Entoloma hirtipes (otrăvitor), Entoloma incanum (otrăvitor), Entoloma sericellum (necomestibil, fără valoare culinară), Entoloma sericeoides (otrăvitor), Entoloma serrulatum (necomestibil), Entoloma turbidum (necomestibil), Entoloma turci (necomestibil) și Entoloma vernum (letal, apare preponderent în primăvară), sau cu cele foarte toxice din genul Inocybe, ca de exemplu Inocybe cookei, Inocybe mixtilis, Inocybe napipes (otrăvitor, carnea tăiată devine ușor maronie)  și Inocybe rimosa sin. Inocybe fastigiata.

## Specii asemănătoare în imagini

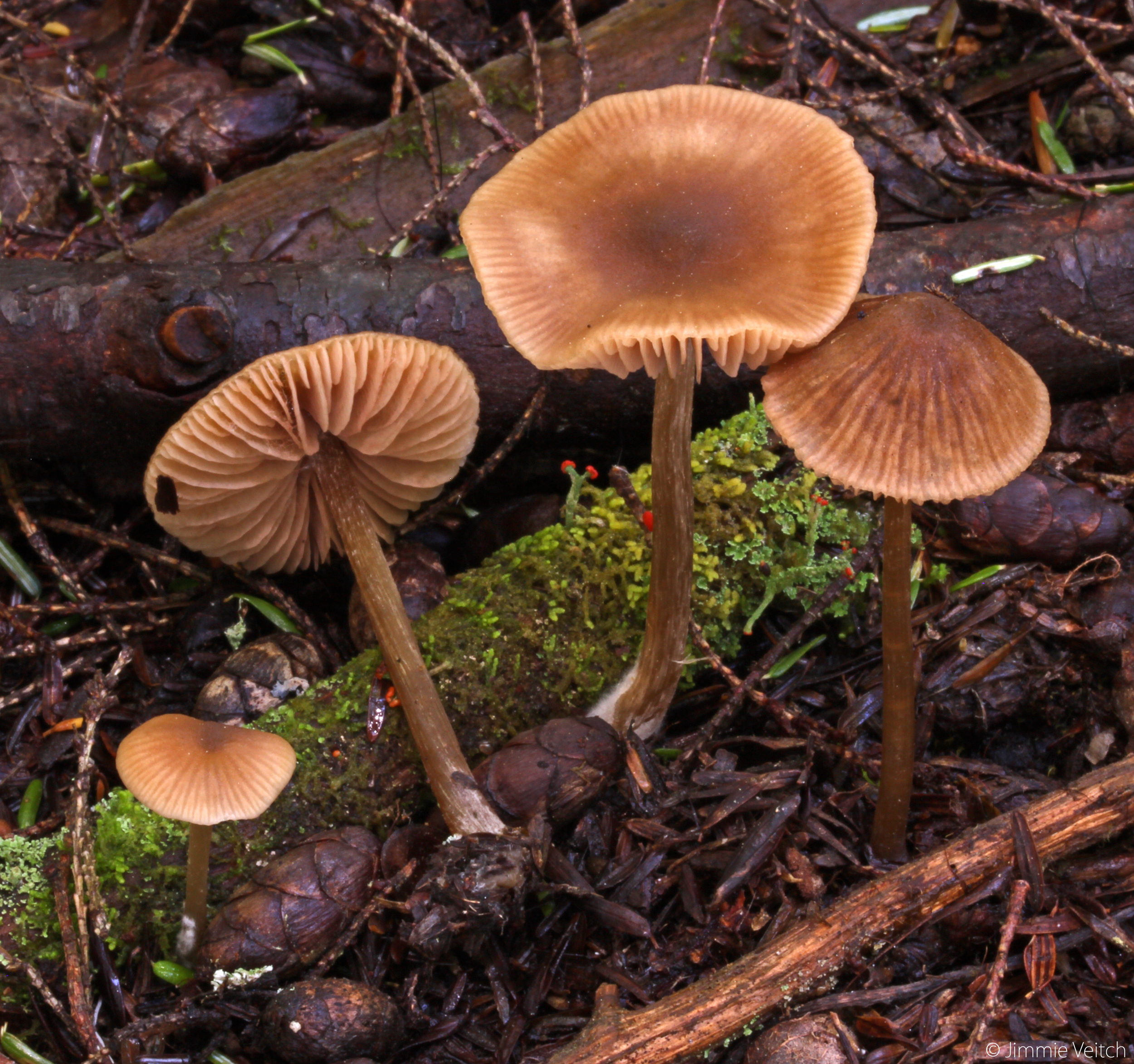
!!Entoloma cetratum!!
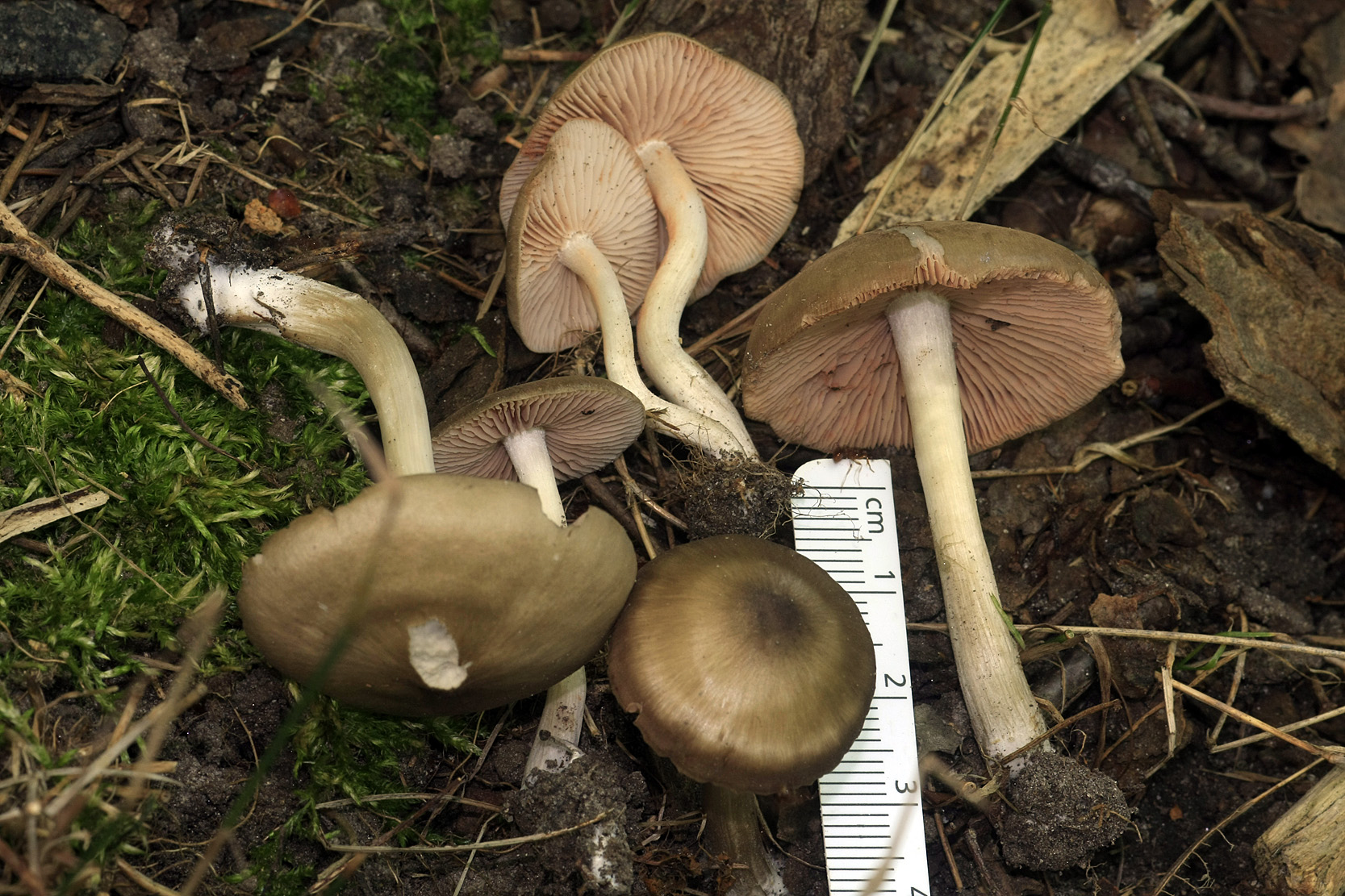
Entoloma clypeatum
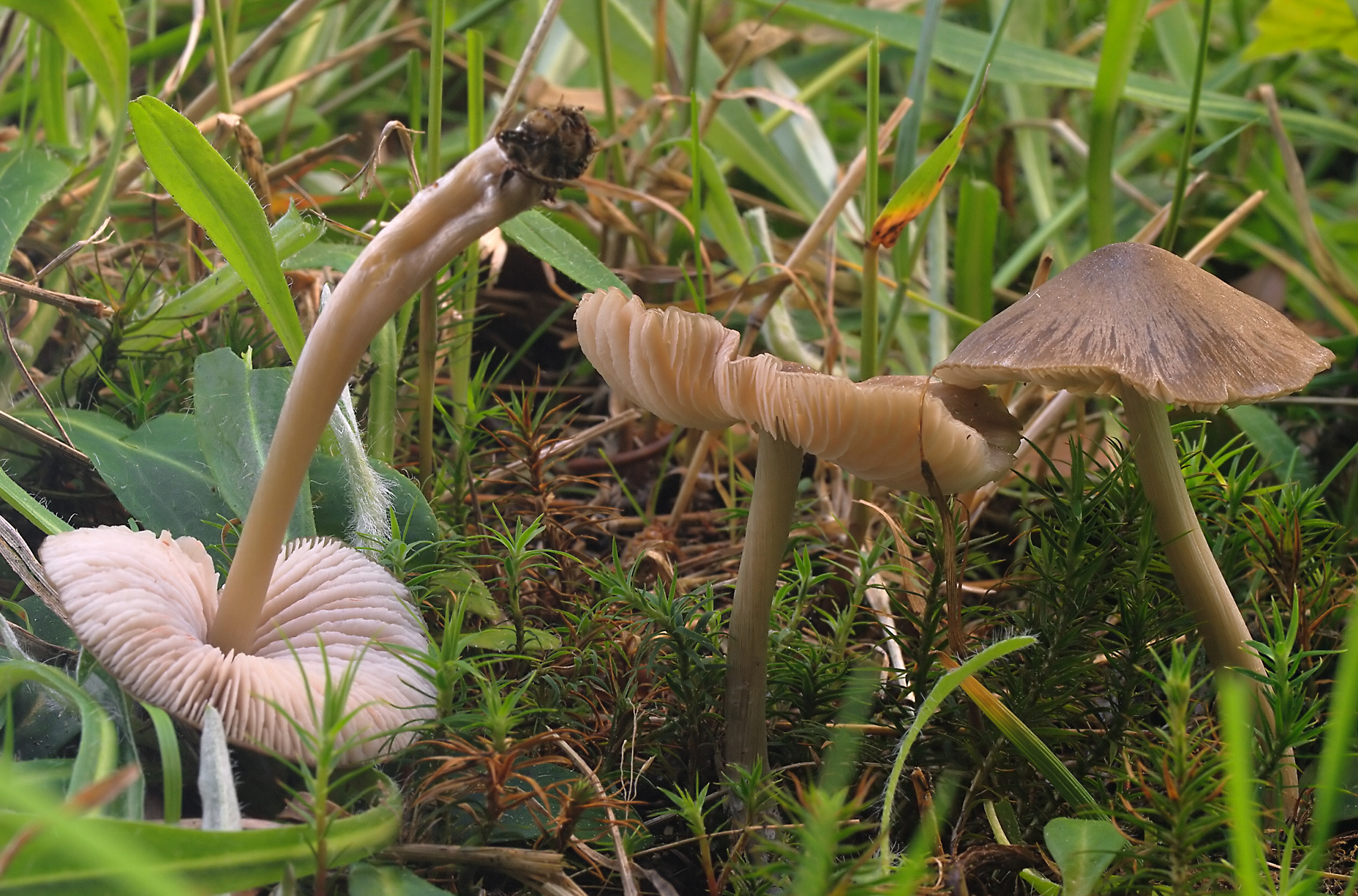
!!Entoloma conferendum!!
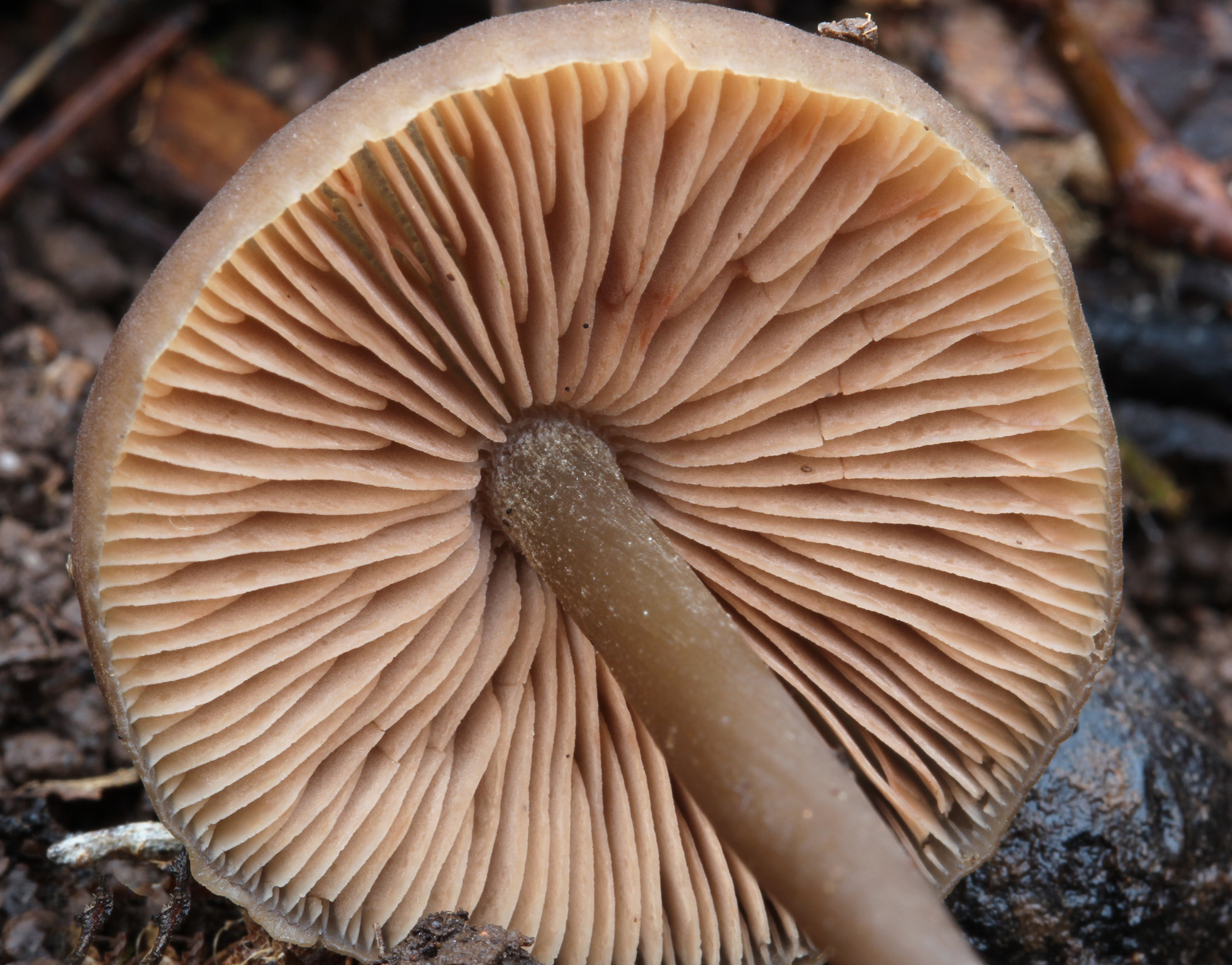
!!Entoloma hebes!!
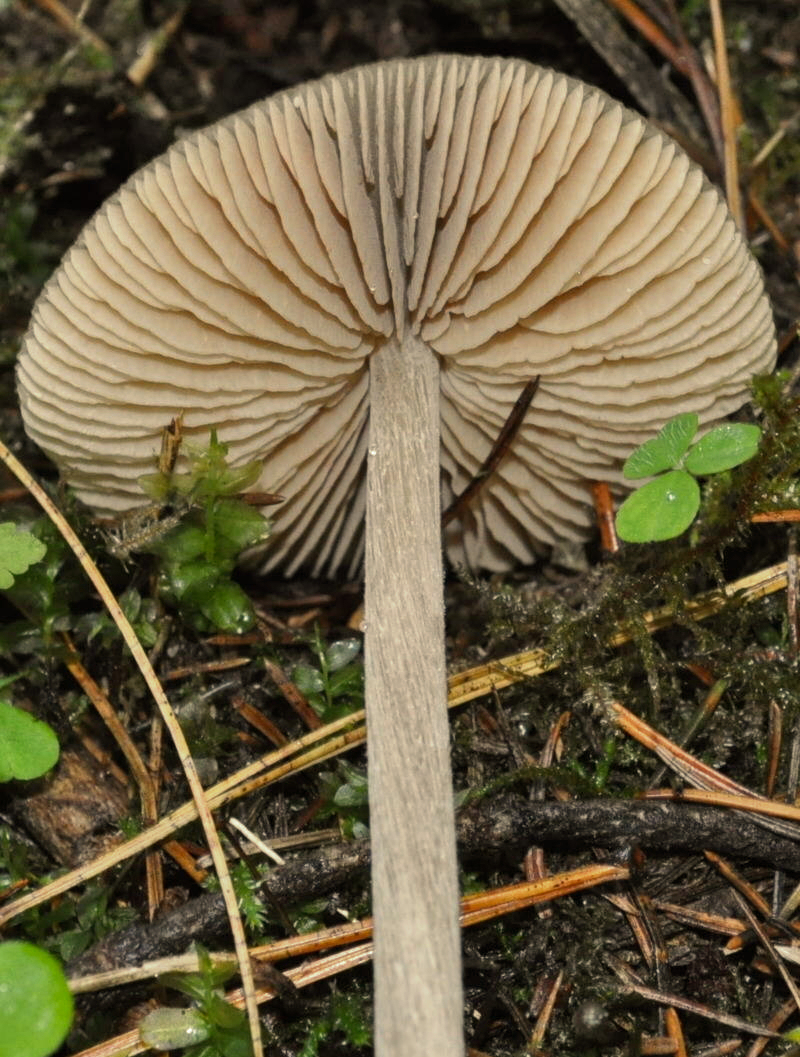
!!Entoloma hirtipes!!
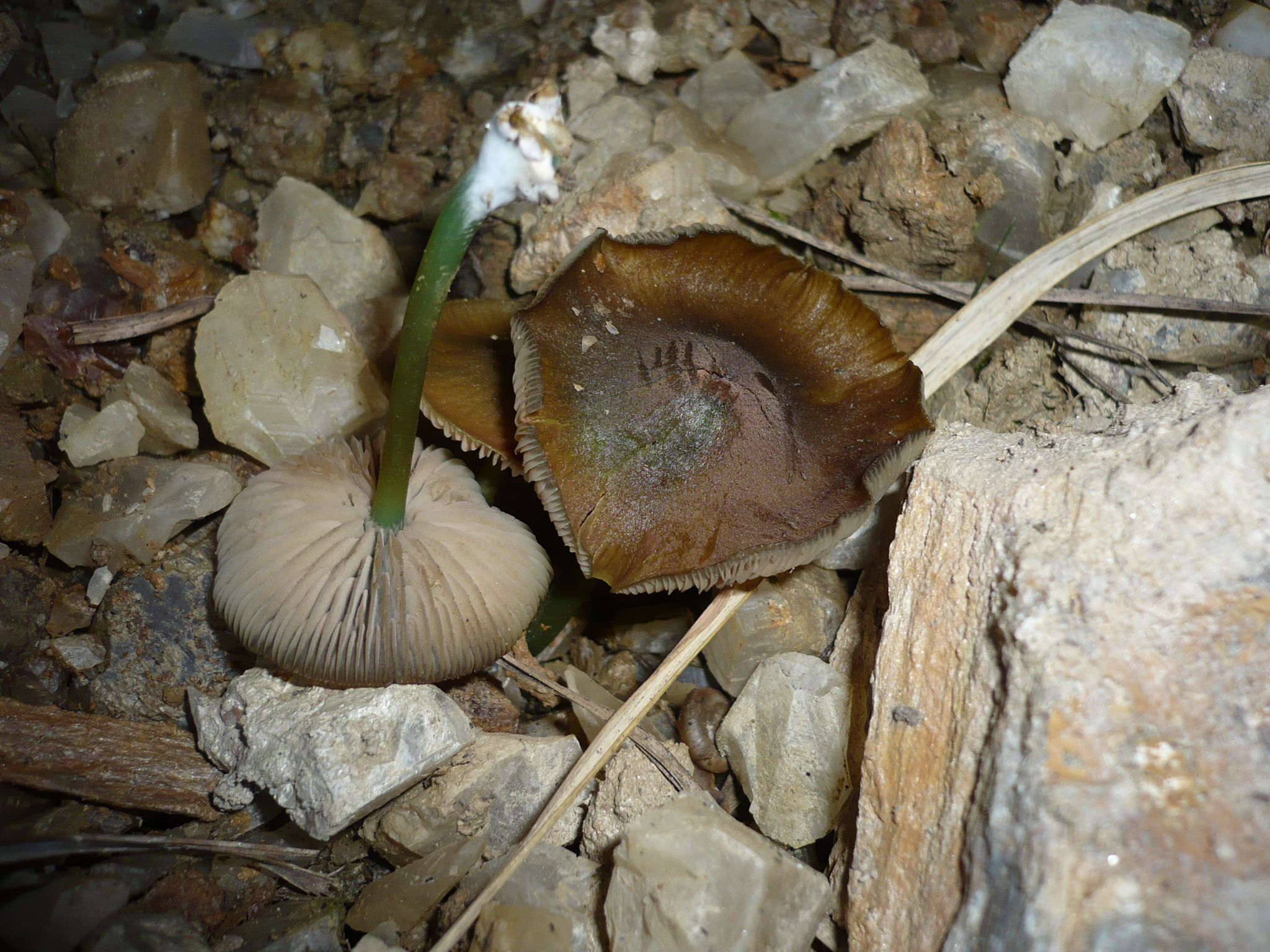
!!Entoloma incanum!!
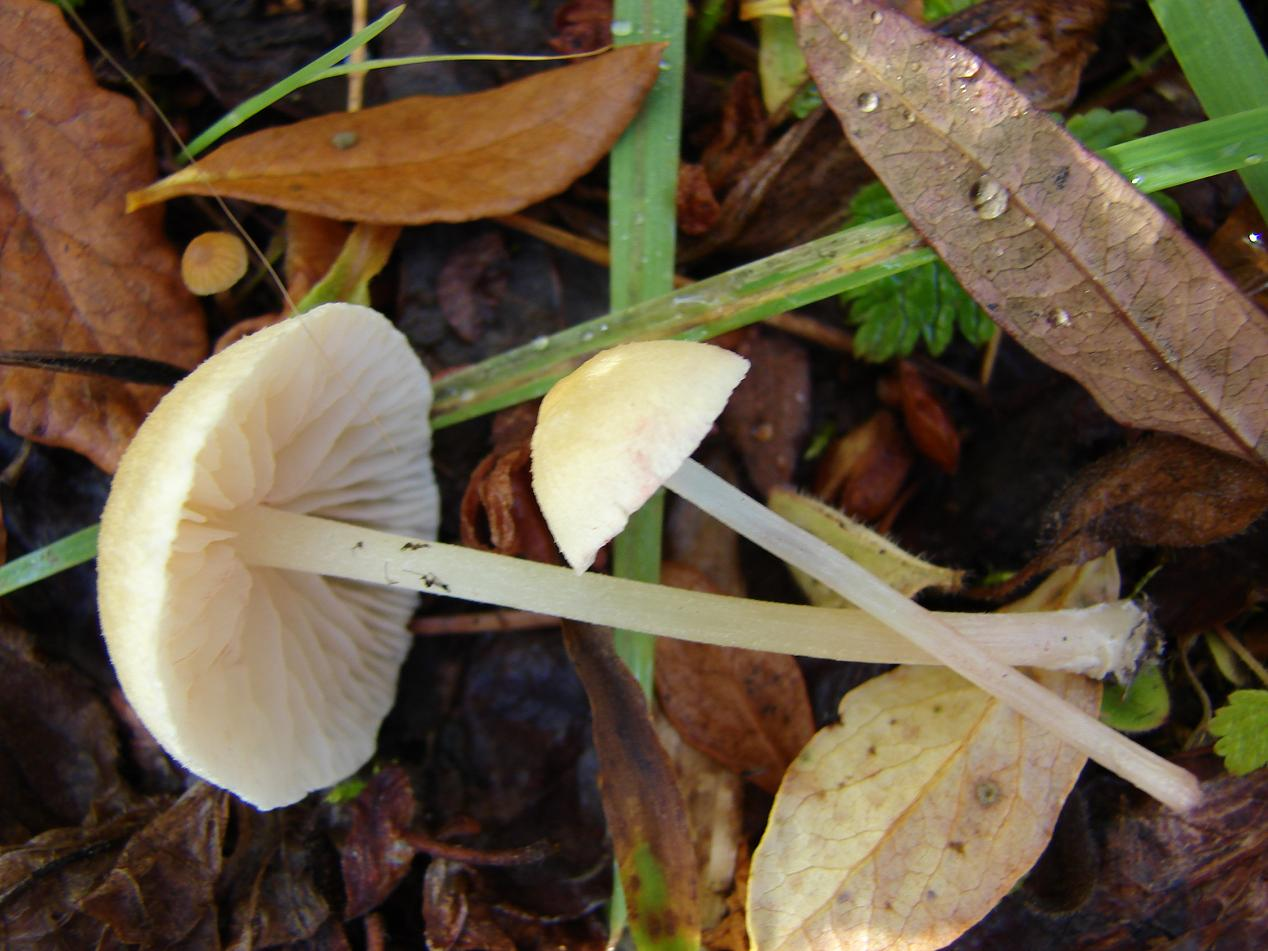
Entoloma sericellum
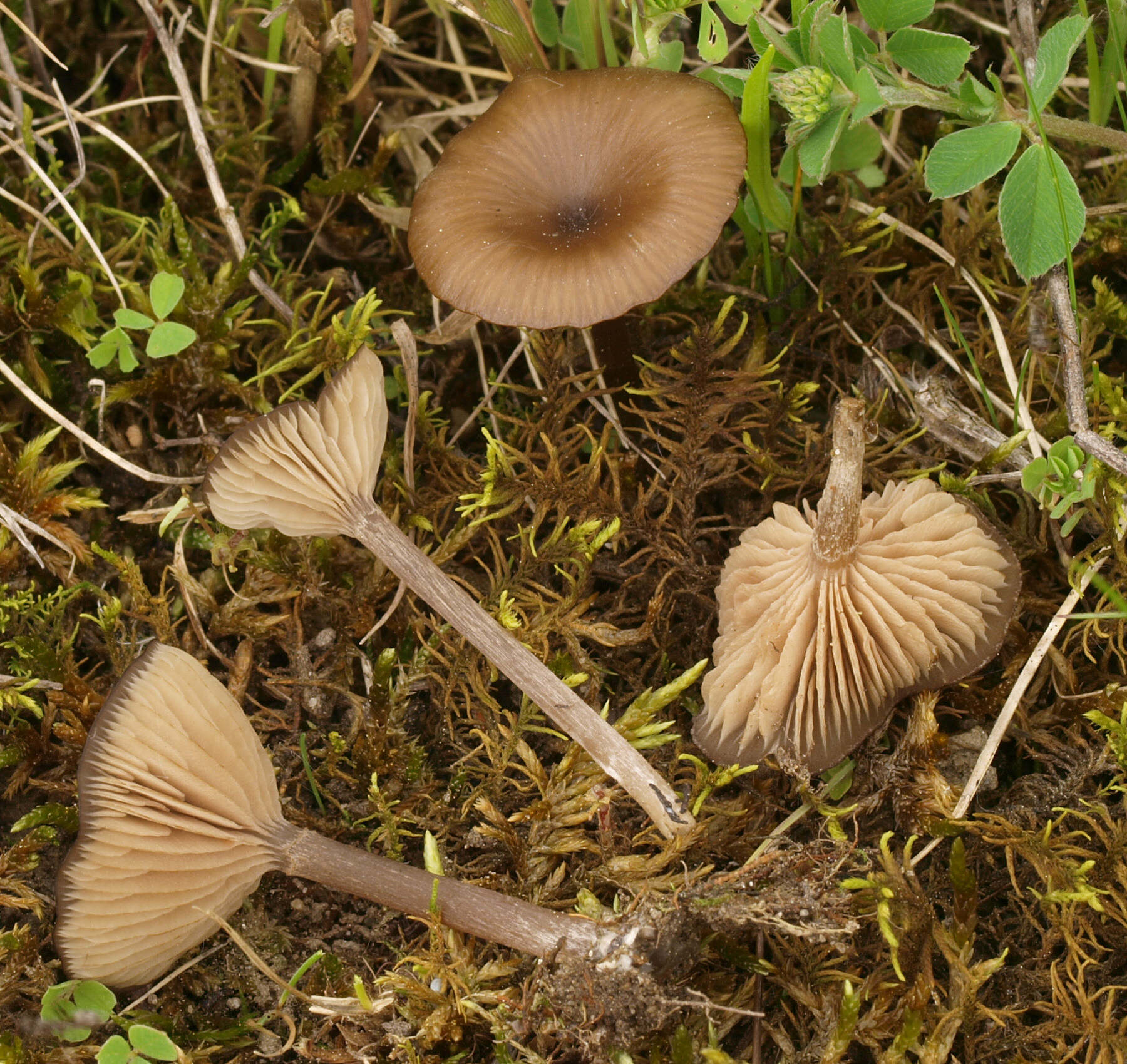
!!Entoloma sericeoides!!
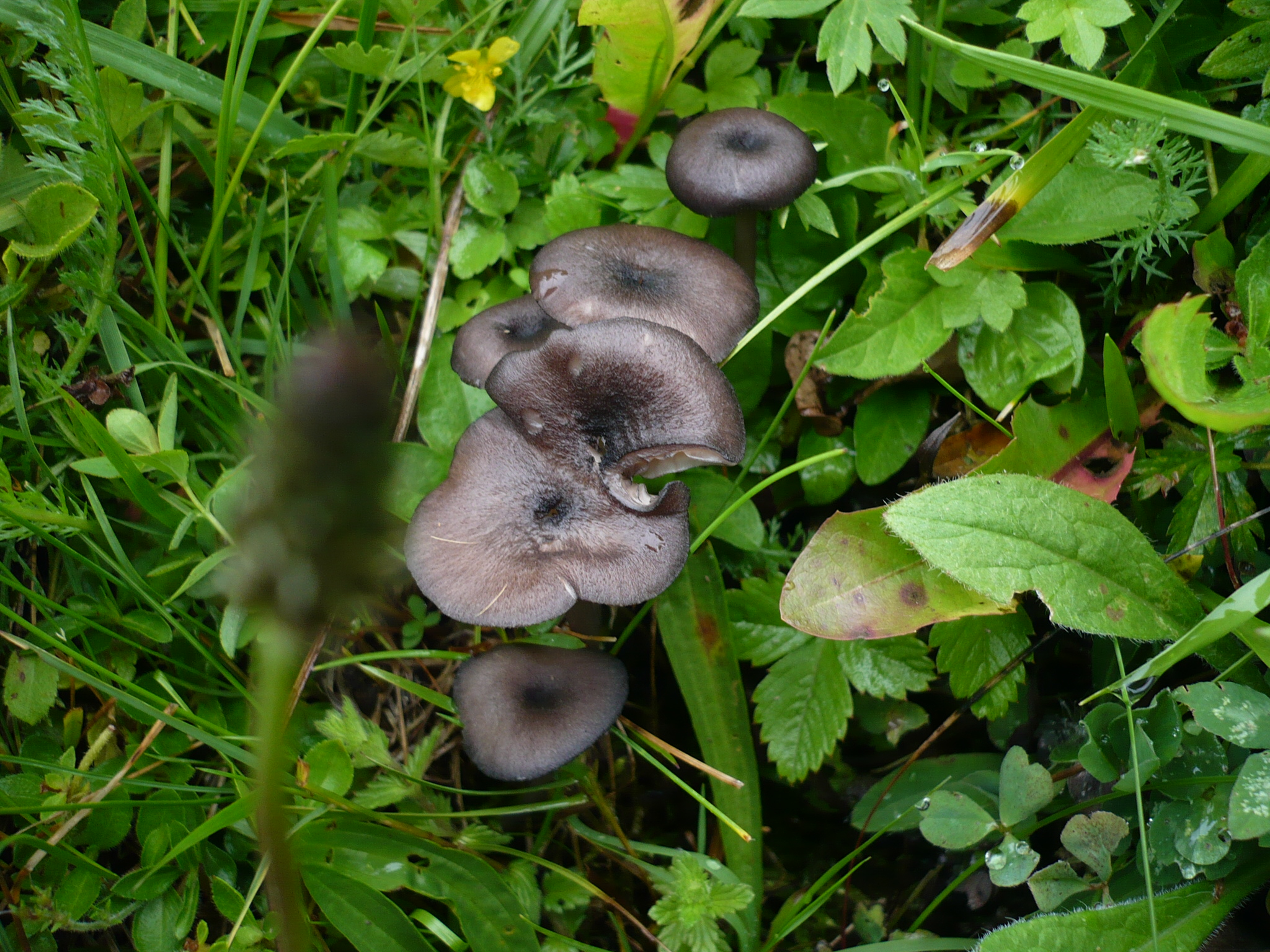
!Entoloma serrulatum!

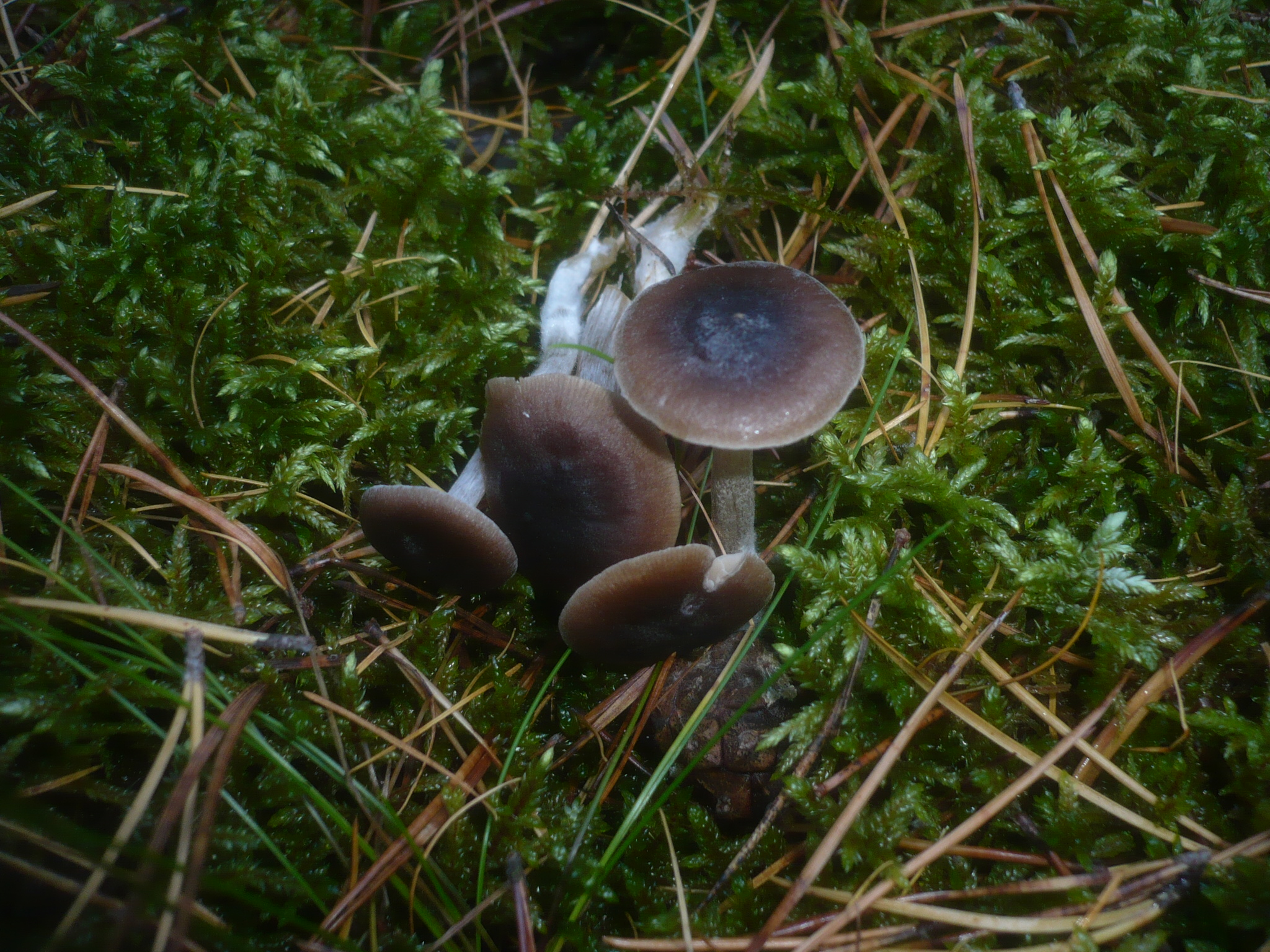
!Entoloma turbidum!
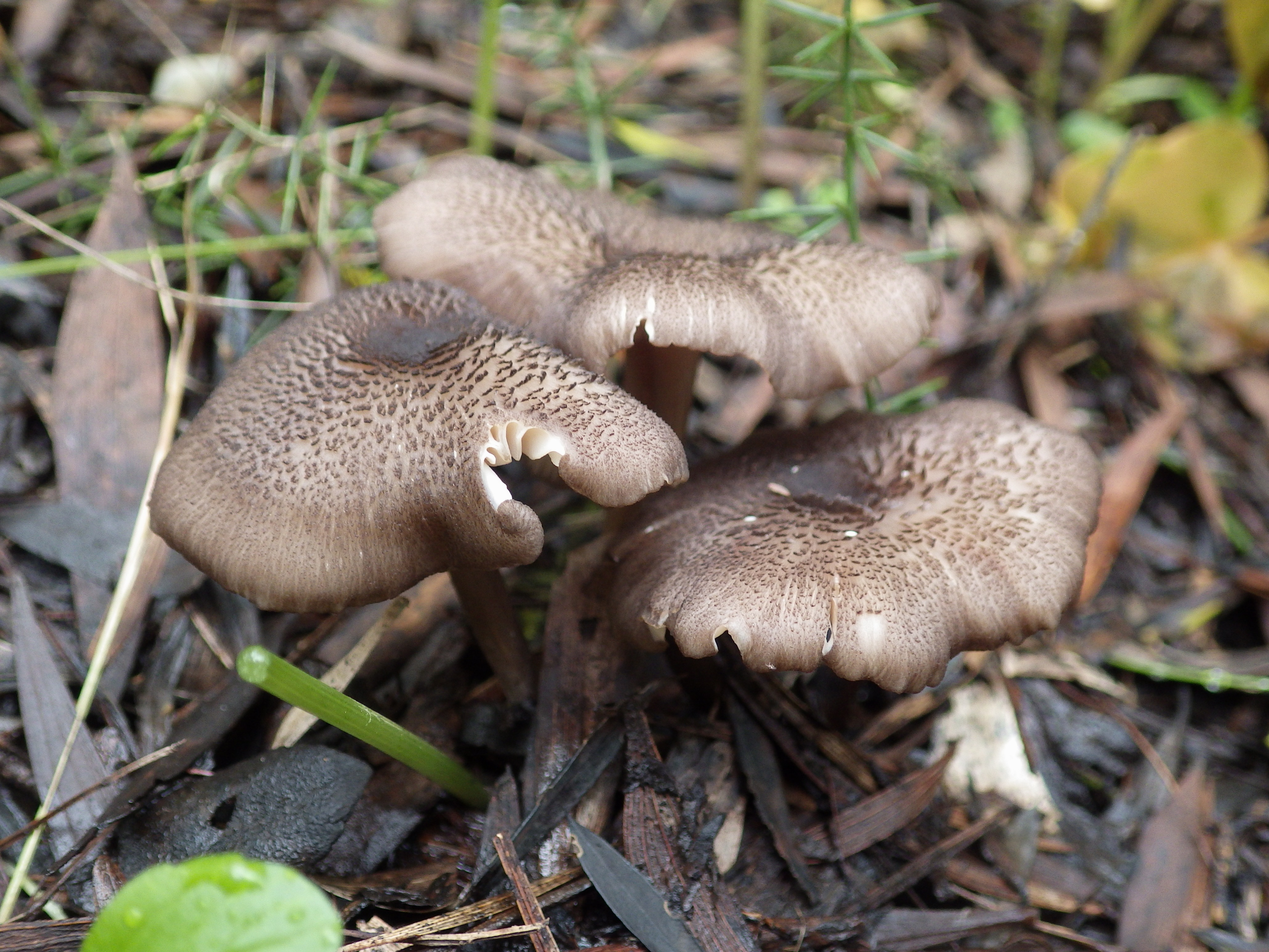
!Entoloma turci!
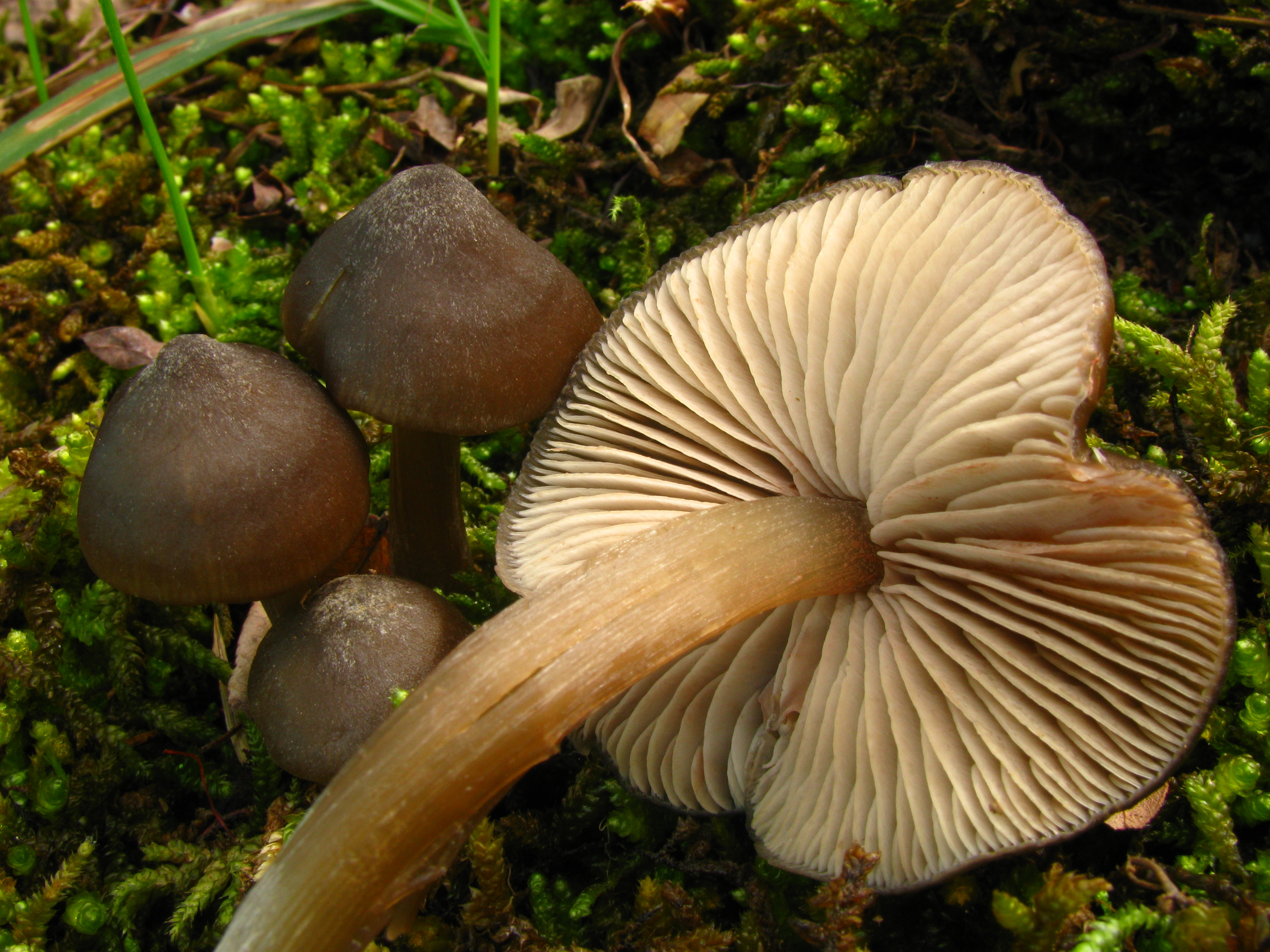
!!Entoloma vernum!!
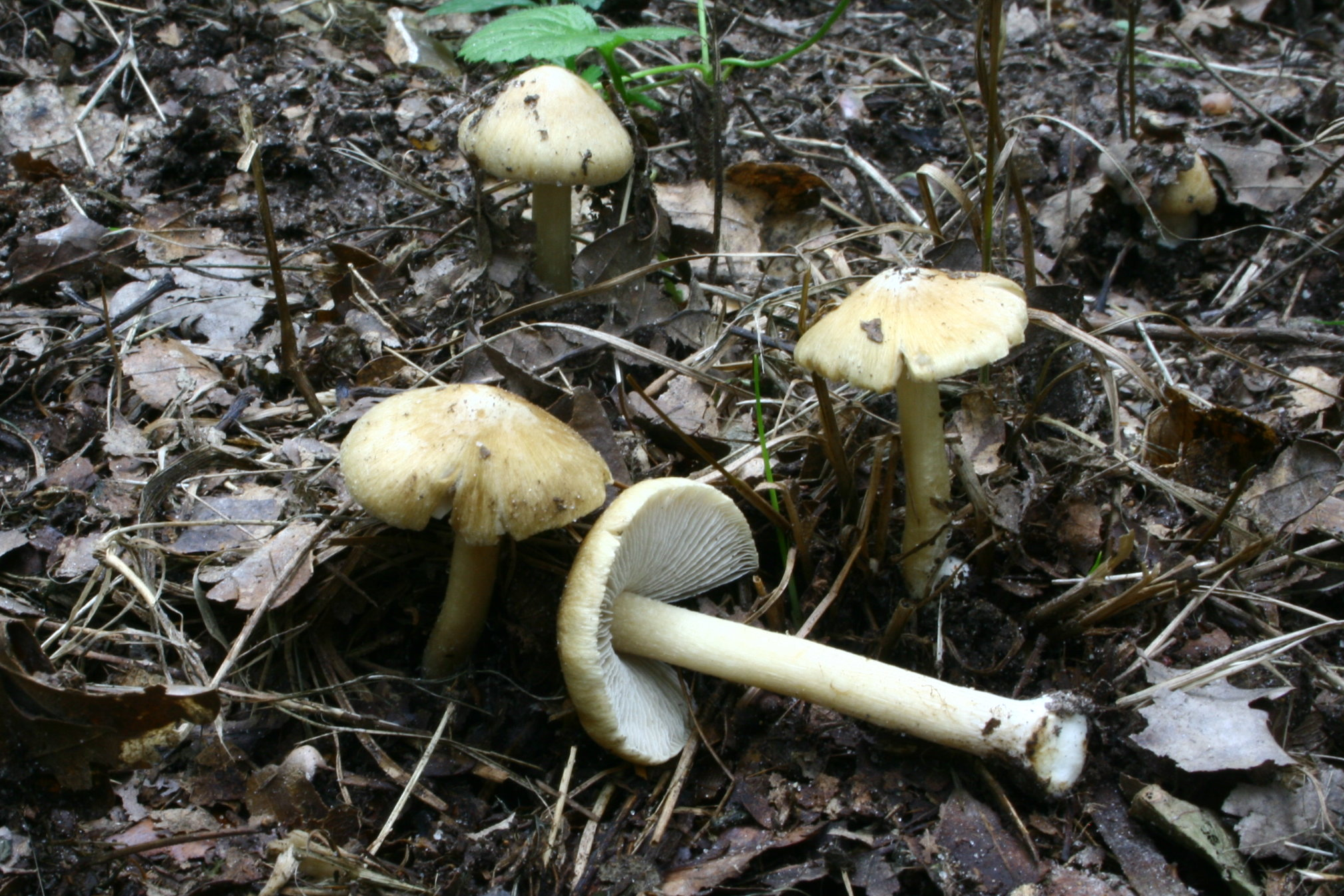
!!Inocybe cookei!!
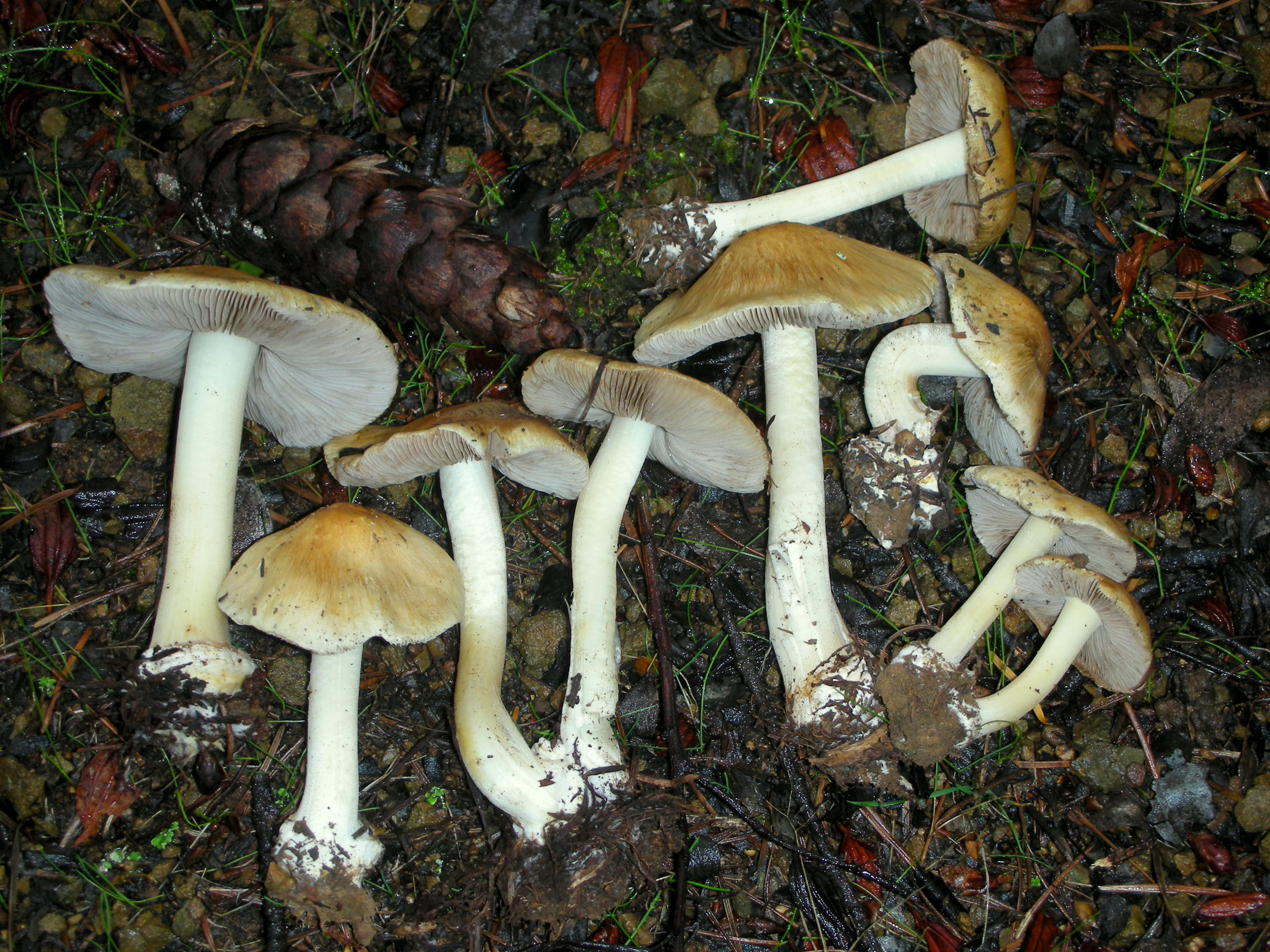
!!Inocybe mixtilis!!
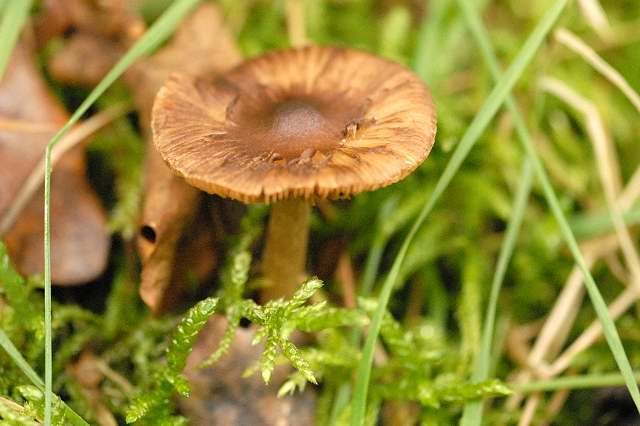
!!Inocybe.napipes!!
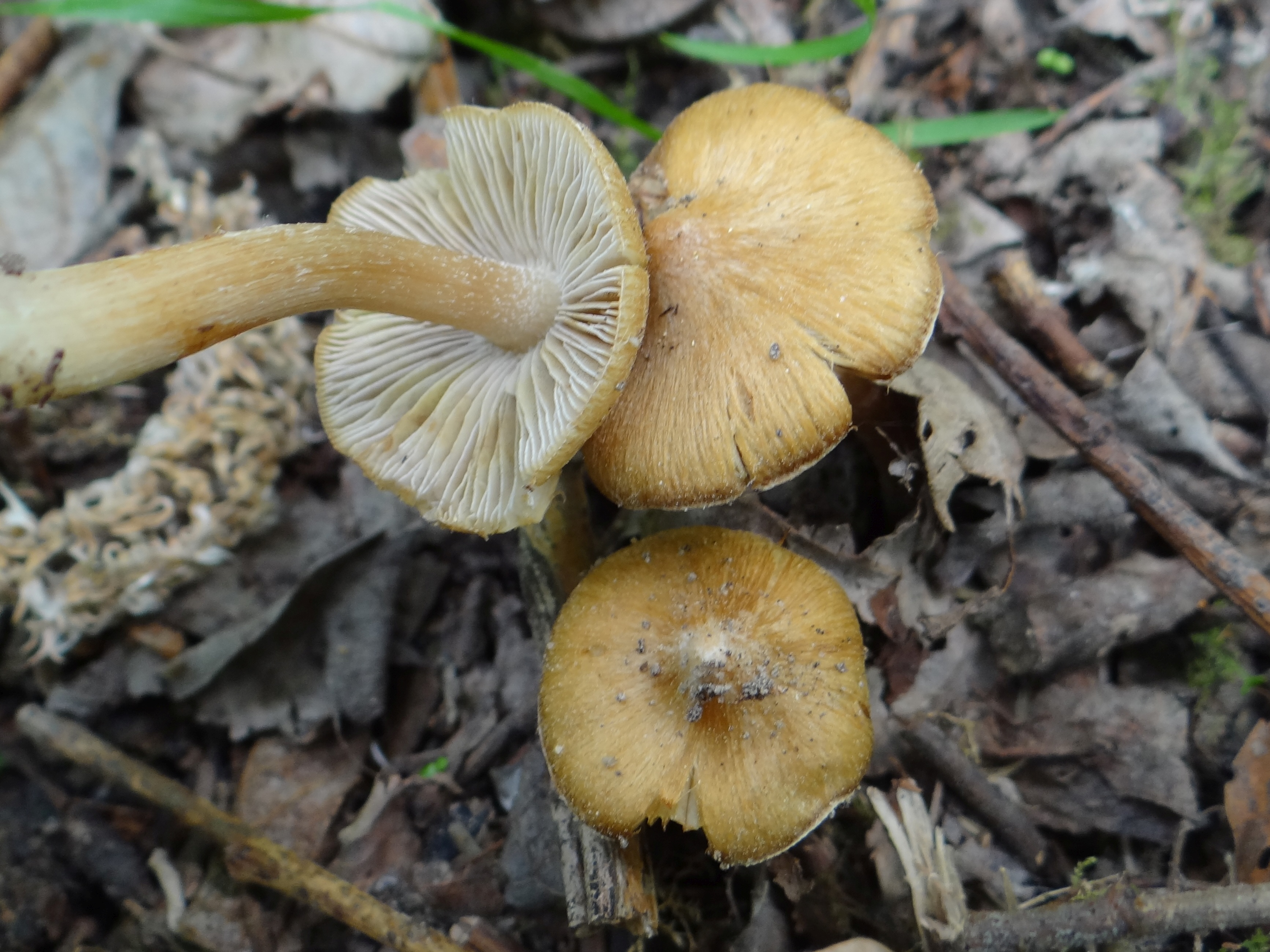
!!Inocybe rimosa sin. Inocybe fastigiata!!

## Valorificare
Ca toate speciile din subgenul Nolanea este și această ciupercă toxică, deși de miros plăcut și gust blând. Poate provoca intoxicații gastrointestinale eventual destul de grave, asemănător Entoloma sinuatum. Toxinele care cauzează simptome nu sunt cunoscute exact; s-au găsit vinil-glicină, colină și muscarină.